# Ángeles Chamorro
Ángeles Chamorro Fagúndez (Madrid, 1 de març de 1937 - Guadalajara, Espanya, 11 de febrer de 2003) fou una soprano d'òpera i sarsuela castellana.

## Biografia
Ángeles Chamorro va néixer a Madrid. Els seus pares la duien a representacions de sarsuela i concerts des de ben petita. Va estudiar música al Conservatori de Madrid amb les cantants Lola Rodríguez Aragón i Ángeles Ottein, obtenint al final dels seus estudis un Premi Extraordinari Fi de Carrera.
Va debutar professionalment el 1955 a Madrid, en diverses sales de concert, com ara l'Ateneu de Madrid. Durant la temporada 1964-65 va participar en l'estrena a França, a Tolosa de Llenguadoc, de l'Atlàntida de Manuel de Falla-Ernesto Halffter. En Madrid, quan es va formar l'Orquestra de Ràdio Televisió Espanyola, va cantar la Simfonia núm. 9 "Coral" de Beethoven sota la direcció d'Ígor Markévitx.
Va fer el seu debut al Gran Teatre del Liceu de Barcelona contractada per l'empresari del teatre Joan Antoni Pàmias el 23 de gener de 1969, cantant el paper de Susana a Les noces de Fígaro de Mozart, amb Lisa Della Casa en la Comtessa Almaviva. El 6 de febrer de l'any següent, 1970, va participar en Fedora d'Umberto Giordano, en una funció en honor i amb assistència dels aleshores anomenats Prínceps d'Espanya, Juan Carlos i Sofia, amb el tenor italià Giuseppe Di Stefano i la soprano xilena Claudia Parada. Cantaria al Liceu al llarg de diverses temporades, participant en les òperes Turandot de Puccini, Faust de Gounod i Falstaff de Verdi, Una cosa rara de Vicent Martín i Soler, Les Huguenots de Giacomo Meyerbeer, Gianni Schicchi de Puccini, Don Giovanni de Mozart, Il segreto di Susanna d'Ermanno Wolf-Ferrari, a més de les sarsueles Doña Francisquita d'Amadeu Vives i Don Gil de Alcalá de Manuel Penella i de la participació en gales i recitals.
El març de 1978 Ángeles Chamorro va participar en la creació de la Companyia Espanyola d'Òpera Popular, que va fer la seva presentació al Teatro de la Zarzuela de Madrid amb el Don Giovanni de Mozart, sota la direcció de Benito Lauret. Posteriorment va formar part de la companyia de José Tamayo, als espectacles anomenats Antologia de la Sarsuela, amb la qual va participar en concerts a Moscou.
Fora d'Espanya, va participar en representacions en teatres com ara el City Opera de Nova York, Teatre Belles Arts de Ciutat de Mèxic, Teatre Colón de Bogotá, Teatro Nacional de São Carlos de Lisboa, l'Òpera de Grenoble i el Covent Garden de Londres.
Va actuar sota la direcció de directors com ara Sir Malcolm Sargent, Mario Rossi, Sir Colin Davis, Antoni Ros-Marbà i Ígor Markévitx.
Després de retirar-se dels escenaris, es va dedicar a l'ensenyament del cant a la ciutat castellana de Guadalajara, on va morir, després d'una llarga malaltia, l'11 de febrer de 2003.